# ماه غریب
ماه غریب نام یک آلبوم موسیقی به خوانندگی مهدی عبدلی است. این آلبوم موسیقی به مناسبت ماه محرم در سال ۱۳۸۳ توسط شرکت فرهنگی هنری آوای سپهر منتشر شد.

## دست‌اندرکاران
- بهنام صفوی، احمد ذکریایی - آهنگساز و تنظیم کننده .
- مهدی عبدلی - خواننده
- احمد ذکریایی، حسان، مرتضی امیری اسفندقه ، محمدرضا محمدی نیکو، ابوالقاسم حسین جانی، معصومه داوود آبادی، مهری مهرمنش - شاعر
- عمادرضا نکویی، پیام طونی - ویلن و ویلن آلتو
- کریم قربانی - ویلنسل
- ناصر رحیمی - فلوت، فلوت باس، فلوت آلتو
- بهنام صفوی - پیانو، کیبورد
- شهریار فریوسفی - تار، باقلاما
- مسعود حبیبی - دف
- محمود فرهمند - تمبک
- پاشا هنجنی - نی
- مرتضی عابدی - تمپو، دف عربی
- حامد فولادقلم - همخوان
- ضبط موسیقی - غلامرضا صادقی، محمد علیزاده
- ناظر ضبط موسیقی - بهنام صفوی، محمد صادقی
- استودیو - ترانه
- میکس - محمد علیزاده
- تهیه کننده - سیدجلال هاشمی دهکردی